# Tykhon Tcherniaïev
Pour les articles homonymes, voir Tcherniaïev.
Tykhon Tcherniaïev (en ukrainien : Тихон Черняєв) est un enfant joueur d'échecs ukrainien né le 1er mars 2010. Il est affilié à la Fédération allemande des échecs depuis avril 2022.
Il est champion d'Europe des moins de 12 ans de parties rapides et de blitz en 2022.